# Witold Harasim
Witold Harasim (ur. 1 września 1942 w Żaboklikach) – polski działacz partyjny i państwowy, prezydent Siedlec (1975–1978), radny gminy i dzielnicy Warszawa Targówek (1994–2010, 2014–2018, od 2019).

## Życiorys
Z wykształcenia jest inżynierem budownictwa. W latach 1975–1981 członek Komitetu Wojewódzkiego PZPR w Siedlcach. W latach 1975–1978 sprawował funkcję prezydenta Siedlec. W latach 1994–2010 wykonywał mandat radnego gminy i dzielnicy Warszawa Targówek. Był przewodniczącym Komisji Rozwoju, Inwestycji i Budownictwa (1994–2002), następnie zaś m.in. Komisji Rozwoju, Inwestycji i Ochrony Środowiska (2006–2010). Działał w Sojuszu Lewicy Demokratycznej, następnie w Socjaldemokracji Polskiej. W 2010 nie został wpisany na listę wyborczą SLD, kandydował bez powodzenia na radnego Targówka z ramienia Warszawskiej Wspólnoty Samorządowej. Później powrócił do SLD, został sekretarzem tej partii w Targówku. W 2014 ponownie został radnym dzielnicy, objął funkcję wiceprzewodniczącego rady. W 2015 bez powodzenia kandydował do Sejmu. W 2018 nie odnowił mandatu radnego dzielnicy, lecz objął go na początku 2019.